# Udiča
Udiča (em húngaro: Vágudva) é um município da Eslováquia, situado no distrito de Považská Bystrica, na região de Trenčín. Tem 22,14 km² de área e sua população em 2018 foi estimada em 2.241 habitantes.

## Demografia
| Ano:        | 1994 | 2004   | 2014   | 2024   |
| ----------- | ---- | ------ | ------ | ------ |
| Broj ljudi: | 2203 | 2234   | 2193   | 2249   |
| Razlika:    |      | +1,40% | -1,83% | +2,55% |

| Ano:               | 2023 | 2024   |
| ------------------ | ---- | ------ |
| Número de pessoas: | 2228 | 2249   |
| Diferença:         |      | +0,94% |